# Nei Lak Shan
Nei Lak Shan (en chinois : 彌勒山) est une montagne de Hong Kong, culminant à une altitude de 751 mètres et située sur l'île de Lantau dans la région des Nouveaux Territoires, au nord du monastère de Po Lin à Ngong Ping. La montagne a été nommée en l'honneur de Maitreya.
Le flanc de la montagne est parcouru par le téléphérique Ngong Ping 360 qui effectue la liaison entre Tung Chung et Ngong Ping. De plus, des installations d'observation météorologiques, appartenant au Hong Kong Observatory ont été construites au sommet et au pied du Nei Lak Shan.

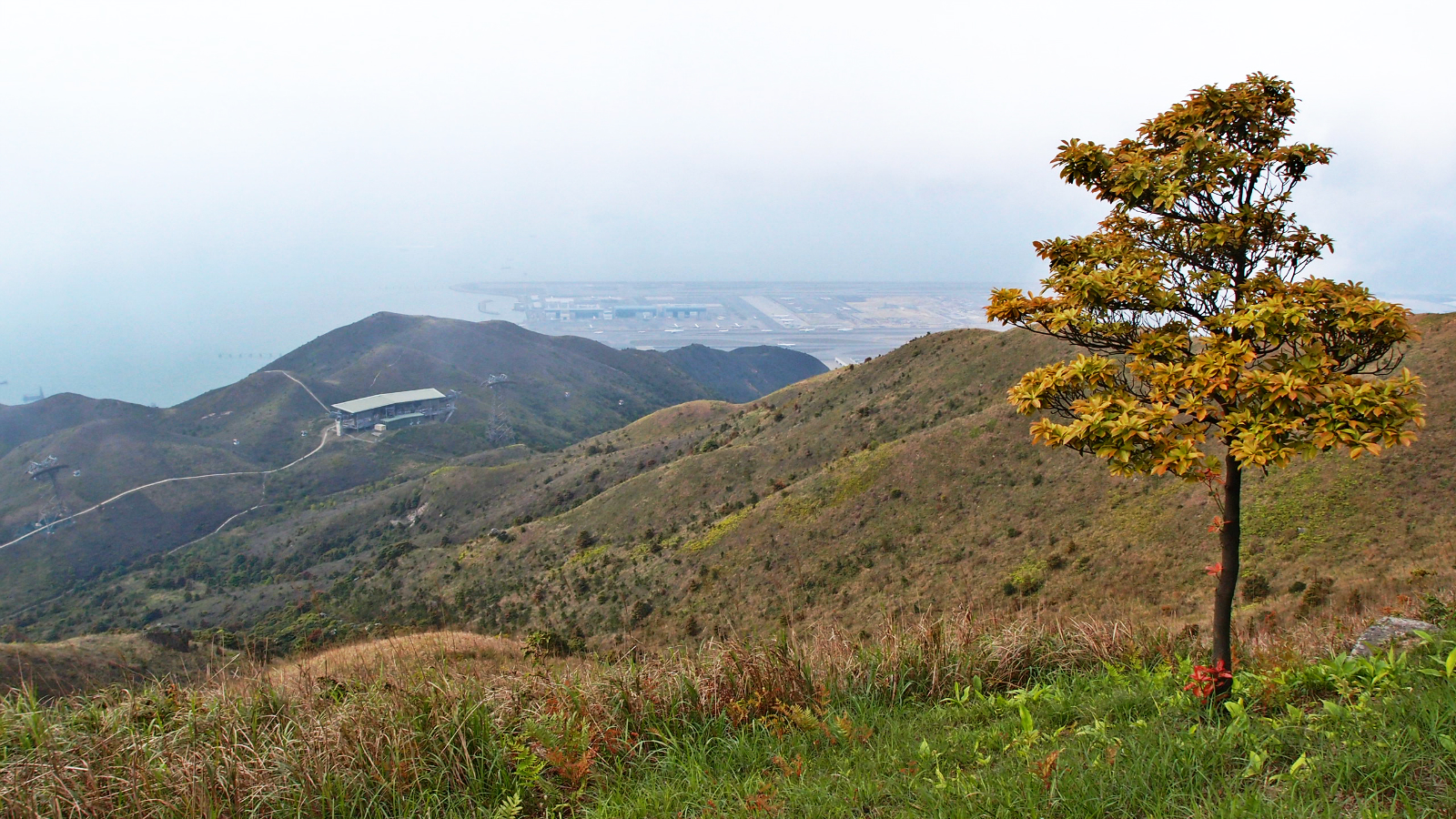
À partir de la crête nord du Nei Lak Shan, il est possible d'apercevoir le téléphérique et l'aéroport en contrebas.

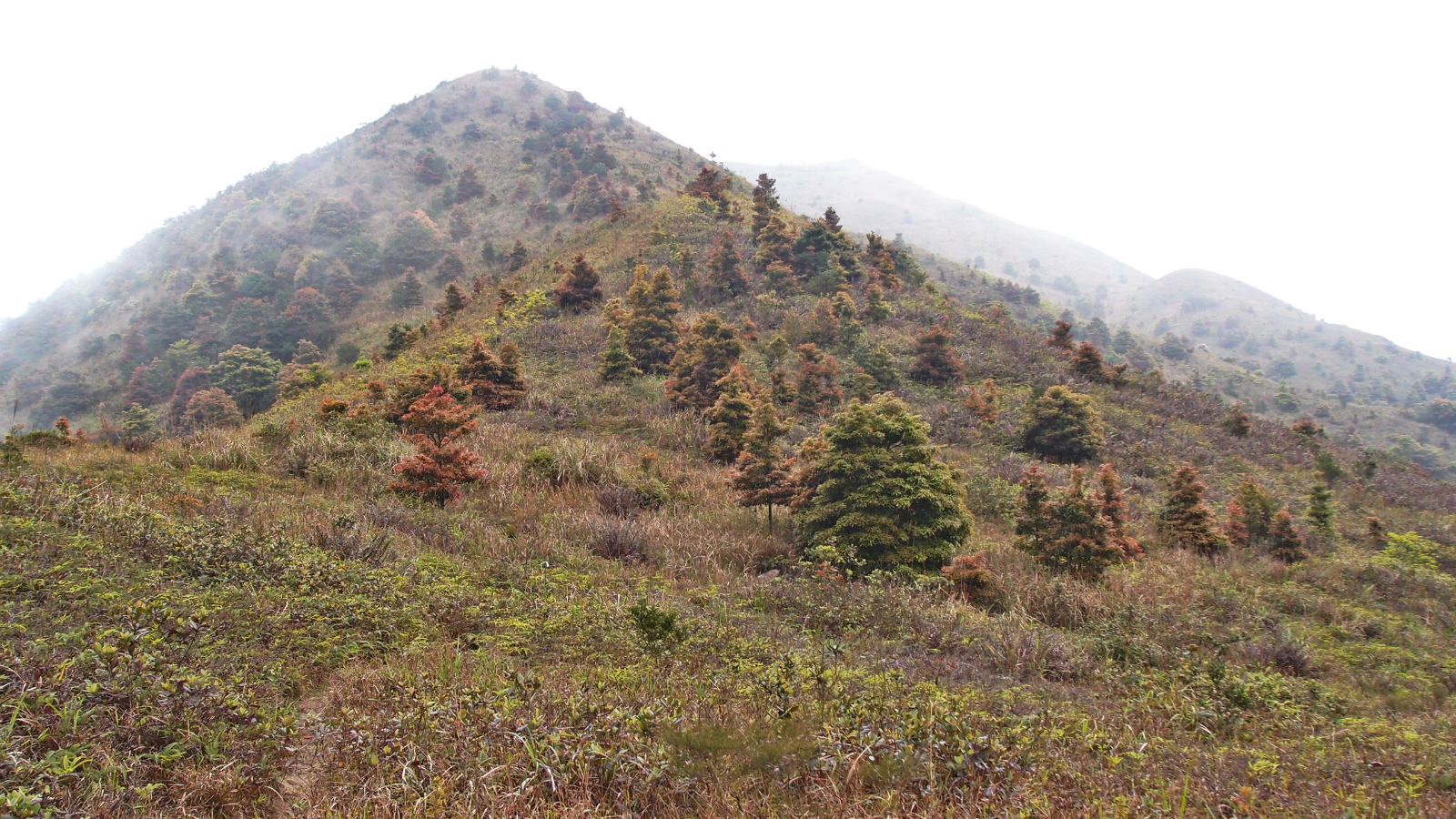
Vue sur le versant nord du Nei Lak Shan composé de conifères qui prennent une teinte rouge au printemps.